# Sisi (futbolista)
Sisinio González Martínez, más conocido como Sisi (Albacete, España, 22 de abril de 1986), es un futbolista español que juega en el Ehime FC de la J2 League de Japón.Desde la temporada 2022-2023 ejerce de segundo entrenador del Tokushima Vortis, del que fue también jugador.

## Trayectoria
Sisinio González empezó su andadura en el mundo del fútbol en el Albacete Balompié a los nueve años. En aquella época fue convocado por la selección manchega sub-14. A los 15 años se fue a jugar a cantera del Valencia CF donde estuvo tres años, llegando a jugar con la selección valenciana. A los 16 fue llamado por primera vez para jugar en la selección española sub-17. Sisi ha jugado en todas las categorías inferiores de la Selección, hasta la sub-21. Después de jugar varias temporadas en el Valencia B, fue cedido al Hércules de Alicante, siendo este su primer equipo profesional, en el que permanecería dos temporadas. Con este equipo conseguiría el ascenso de Segunda B a Segunda División. En el 2006 fue cedido al Real Valladolid, club con el que también lograría un ascenso, esta vez a Primera División. Con el Valladolid, Sisinio González, lograría debutar en Primera División; fue en un partido Espanyol-Real Valladolid en el año 2007. La temporada 2008-2009 la jugó en el Recreativo de Huelva. Llegó de nuevo al Real Valladolid, por segunda vez en su carrera, en el año 2009. En junio de 2012 fichó libre por el CA Osasuna.
En julio de 2015 dejó el CA Osasuna y se marchó al Suwon FC de la liga surcoreana hasta enero de 2016 que fichó por el Lech Poznań polaco antes de firmar por el Veria heleno y en enero de 2017 cerrar su fichaje por el FC Gifu japonés. En enero de 2018 fichó por el Tokushima Vortis japonés. En febrero de 2020 firmó con el Ehime FC.

## Clubes
| Club                           | País          | Año         |
| ------------------------------ | ------------- | ----------- |
| Valencia CF C                  | España        | 2003 - 2004 |
| Valencia Mestalla              | España        | 2003 - 2004 |
| Hércules CF                    | España        | 2004 - 2006 |
| Real Valladolid                | España        | 2006 - 2008 |
| Real Club Recreativo de Huelva | España        | 2008 - 2009 |
| Real Valladolid                | España        | 2009 - 2012 |
| Osasuna                        | España        | 2012 - 2015 |
| Suwon FC                       | Corea del Sur | 2015 - 2016 |
| Lech Poznań                    | Polonia       | 2016        |
| Veria F.C.                     | Grecia        | 2016        |
| FC Gifu                        | Japón         | 2017        |
| Tokushima Vortis               | Japón         | 2018 - 2019 |
| Ehime FC                       | Japón         | 2020 -      |

## Internacionalidades y palmarés
Sisi ha sido internacional en las categorías inferiores de la selección española. En su palmarés destacan los subcampeonatos obtenidos en el Campeonato de Europa sub-17 celebrado en Portugal y en el Mundial sub-17 celebrado en Finlandia en el año 2003.